# Hotel Ruanda (2004.)
Hotel Ruanda je kanadsko/britansko/južnoafričko/talijanski film iz 2004., redatelja Terryja Georgea, s Donom Cheadleom u glavnoj ulozi.

## Radnja
Paul Rusesabagina radi kao domaćin u jednom luksuznom hotelu u glavnom gradu Ruande, Kigaliju. Živi uspješn život sa svojom obitelji na sigurnoj udaljenosti od siromaštva i političkih previranja u zemlji, a njegov najveći problem je kako ugoditi bogatim gostima na najbolji mogući način. Ipak tijekom proljeća 1994. izbija politički kaos u Ruandi kada državni Hutu-režim započinje genocid nad stotinama tisuća pripadnika manjinskog naroda Tutsi, istovremeno dok UN i Zapadni svijet zatvaraju oči. Paulov hotel postaje utočište tisućama izbjeglica.

## Vanjske poveznice
- Hotel Ruanda u internetskoj bazi filmova IMDb-a